# Hot Springs (Caroline du Nord)
Pour les articles homonymes, voir Hot Springs.
Hot Springs est une ville située dans le comté de Madison, dans l'État de la Caroline du Nord aux États-Unis.

## Démographie
| 1890 | 1900 | 1910 | 1920 | 1930 | 1940 |
| ---- | ---- | ---- | ---- | ---- | ---- |
| 695  | 445  | 443  | 495  | 637  | 773  |

| 1950 | 1960 | 1970 | 1980 | 1990 | 2000 |
| ---- | ---- | ---- | ---- | ---- | ---- |
| 721  | 723  | 653  | 678  | 478  | 645  |

| 2010 | - | - | - | - | - |
| ---- | - | - | - | - | - |
| 560  | - | - | - | - | - |

## Source
- (en) Cet article est partiellement ou en totalité issu de l’article de Wikipédia en anglais intitulé « Hot Springs, North Carolina » (voir la liste des auteurs).